# Моногород
Моного́род — населённый пункт, основанный при градообразующем предприятии с целью обеспечения производства трудовыми ресурсами. Моноспециализация поселения является эффективной в среднесрочной перспективе формой организации производства, поэтому моногорода получили распространение по всему миру. Но наиболее часто термин используют в отношении городов, заложенных на территории СССР.

## Определение
Термин «моногород» используют в России и на постсоветском пространстве. Также в научной литературе встречаются определения: «монофункциональный город», «монофункциональное поселение», «моноотраслевой город» и другие. Отдельные эксперты указывают на несогласованность терминологии, так как к моноориентированным могут относить не только города, но и сёла. В США и Германии моногорода называют company towns (известны как «фабричные посёлки») и one-industry town (города одной индустрии). В мировой литературе встречаются также определения: mill town (город-комбинат), factory town (фабричный город), single industry town (город одной индустрии). Отдельными понятиями характеризуют моногорода при шахтах (mining town), транспортных развязках (railway town) и ресурсодобывающих предприятиях (resource town). В нормативно-правовых актах встречаются разные определения монопрофильных городов, отталкивающиеся от понятия «градообразующее предприятие». Так, в России к моногородам относят поселения с чётко выраженным градообразующим предприятием, где трудится более 30 % населения. При этом количество жителей обязано превышать три тысячи человек.
В научной литературе и СМИ сформировалось понятие моногорода как малого или среднего населённого пункта (в основном — до 250 тысяч человек). Это связано с тем, что крупные города не могут относиться к монофункциональным из-за диверсифицированной экономики. Также эксперты называют критериями монопрофильности процент населения, занятого на градообразующем предприятии, долю продукции одной отрасли в общем объёме промышленного производства, удалённость от других населённых пунктов и экономических центров. Исследователи также предлагают два подхода к определению моногородов:
- Количественный — за моногород принимают поселение, относящееся к предприятию (с численностью занятых более пяти тысяч человек), на котором работает более 50 % общей численности населения.
- Аналитический — города при заводах, доходы которых составляют не менее 30 % доходной части городского бюджета.

Для оценки степени монопольной власти в международной практике применяют также индексы Лернера и Херфиндаля, коэффициент концентрации, показывающий процентное соотношение всех продаж для определённых фирм. Тем не менее исследователи отмечают неэффективность количественных показателей при разработке долгосрочных государственных программ, так как они не дают подробный социально-экономической анализ территории.

## Факторы образования
Создание моногородов связано со стремлением государства решить внешне- или внутриэкономические задачи, оптимизировать расселение жителей. Бо́льшая часть монопоселений появилась в результате индустриализации и появления крупных компаний. Первые промышленные моногорода были связаны с предприятиями горнодобывающей отрасли.
Выделяют макро-, мезо- и микрофакторы, определяющие расположение моногородов. К первым относят мировые социальные, экономические и политические тенденции. Мезофакторы зависят от социально-экономической политики внутри страны. Микрофакторами являются специализация градообразующего предприятия, особенности расселения на конкретной локации, её транспортное, экономическое и природно-географическое положение.
По принципам образования разделяют четыре группы моногородов: исторически монопрофильные поселения, выросшие из призаводских посёлков; города, появившиеся в XX веке в результате строительства новых крупных заводов, наукограды и ЗАТО; города, сменившие за время существования сферу своей специализации; города, получившие моноспециализацию в процессе развития, например, в связи с закрытием разорившихся предприятий.

## Характеристики
В международной практике не существует единого научного подхода к изучению «моногородов». Но основным признаком монопрофильности ряд исследователей называет наличие одного или нескольких градообразующих предприятий. От экономической ситуации на них практически полностью зависит городской бюджет. При этом все предприятия должны относиться к единому промышленному процессу, обычно — к узкому сегменту отраслевого рынка. Они могут быть представлены цепочкой производственно связанных заводов, создающих низкотехнологичный продукт. Предприятия ориентированы на внешние источники спроса, поэтому эксперты отмечают у них зависимость от экспорта с признаками «голландской болезни».
На протяжении всего развития моногородов градообразующие функции преобладают над градообслуживающими. В результате в большинстве поселений слабо развита непроизводственная инфраструктура. Планировка жилых массивов подчинена особенностям работы градообразующего завода. Профессиональная ориентация горожан ограничена одной сферой, что вызывает проблемы на рынке труда. Значительная удалённость города от крупных населённых пунктов, слаборазвитая транспортная инфраструктура и стойкость менталитета горожан, с трудом допускающих смену места жительства, препятствуют свободной миграции рабочих. Эти факторы определяют низкую социальную мобильность населения и ограниченное количество профессиональных перспектив.
Среди моногородов преобладают поселения, выполняющие преимущественно промышленно-производственные функции, характерные для индустриального общества. Моногорода, связанные с добычей и переработкой ресурсов, демонстрируют низкий уровень диверсификации экономики и замедленное развитие городских функций. Они ориентированы на государственные заказы. В результате руководство предприятий не способно решать социальные проблемы только за счёт доходов фабрики. В США, Канаде и Швеции такие поселения получили особый статус и системную государственную поддержку.
К исключительно российской специфике градообразующих предприятий относят удалённость от крупных центров. Большинство моногородов находятся в слабозаселённых районах. Это связано со стремлением советского правительства в 1920-х годах изменить «пространственную конструкцию» страны. Населённые пункты закладывали на малоосвоенных территориях Урала, Сибири и Дальнего Востока. Исследователи выделяют несколько причин подобного решения:
- удалённость регионов, их недоступность для вражеской авиации в случае войны;
- использование гидроресурсов как основного источника энергии для предприятий, вместо торфа, угля, дров и нефти;
- близость к разработанным месторождениям сырья и возможность сэкономить на его перевозках;
- стремление к изолированному, автономному и самодостаточному развитию государства;
- нерентабельность существовавших промышленных предприятий в европейской части страны и стремление создать новые в отдалении от отсталой инфраструктуры.

Кроме того, характерными чертами российских моногородов называют: недостаточный опыт органов исполнительной власти в реновации поселений, отсутствие благоприятного инвестиционного климата, формальный подход к разработке программ модернизации и развития, высокий уровень пассивности населения.
При комплексном исследовании моногородов учёные оценивают исторические особенности их появления и развития, связанные с преобладающими формами хозяйствования; степень вмешательства государства в экономику; социологическую, культурную и политико-правовую базы; субкультуру и степень социально-экономического развития; пространственно-территориальные аспекты и другое. При этом изучение моногорода неразрывно связано с оценкой экономического положения и особенностей его градообразующего предприятия.
Исследователи выделяют два основных фактора развития моногородов: социально-экономическое состояние и экономический потенциал. Оба показателя напрямую влияют на уровень жизни населения и определяют возможности экономического роста. Социально-экономическое состояния моногородов характеризуется рядом факторов: сбалансированность бюджета, финансовое положение градообразующего предприятия, демографический прирост. К показателям, характеризующим потенциал развития, относят: демографические процессы, уровень образования и его структуру, количество объектов социальной инфраструктуры.
К негативным признакам моногородов относят: зависимость местного самоуправления от руководства градообразующего завода; «сращивание» производства с социальной сферой, а производственной базы — с жилищно-коммунальной инфраструктурой. В результате градообразующее предприятие подавляет все формы городской жизни. Тем не менее исследователи отмечают, что монопрофильность сама по себе не является отрицательным фактором, она только определяет зависимость города от жизненного цикла градообразующей отрасли. Кроме того, градообразующие предприятия могут стимулировать развитие подотраслей. Например, в курортных городах получает развитие медицинская, строительная, транспортная, пищевая сферы, институты подготовки кадров.

## Классификация
Основным фактором, определяющим специализацию любого моногорода, является градообразующее предприятие. Моногорода с промышленными функциями связаны с лёгкой, нефтегазовой, химической, лесной, пищевой, угольной промышленностью, машиностроением, чёрной и цветной металлургией, а также промышленностью стройматериалов. Основные непромышленные специализации — железнодорожные узлы, пенитенциарная функция.
В зависимости от производственной структуры выделяют монофункциональные, моноотраслевые и моноцентрические поселения. К первому типу относят города с ограниченным числом предприятий, которые могут формально относиться к разным отраслям, но взаимосвязаны единой производственной цепочкой или обслуживают один и тот же рынок. В моноотраслевых городах действуют несколько предприятий градообразующей отрасли, в моноцентрических — только один.
Помимо функциональных особенностей, моногорода разделяют по возможности дальнейшего углубления специализации и развития базовой отрасли. К кластеризуемому типу относятся поселения с узкой специализацией, сгруппированные в конкретном месте для максимальной производительности труда. Города, являющиеся бизнес-единицами крупных компаний, называют холдинговыми. Также по структурным особенностям различают: города-спутники, города с одним или несколькими градообразующими предприятиями, закрытые административно-территориальные образования (ЗАТО).
Формирование моногородов зависит от типа экономического развития территории: агломерационного, сырьевого или промышленного. Агломерационными являются города-спутники, сосредоточенные вокруг крупных центров. Благодаря выгодному расположению им свойственна высокая степень экономического развития, они не требуют серьёзной поддержки со стороны государства. К сырьевому поясу относятся города, связанные с первичной обработкой сырья (обычно — нефте- и газодобывающие предприятия). В России на этих территориях наблюдается высокий естественный прирост населения за счёт конкурентоспособного уровня зарплат. Моногорода промышленного пояса обычно находятся на удалении от крупных поселений и наименее благополучны. Им свойственно наличие только одного градообразующего предприятия, поэтому социально-экономическая обстановка сильно зависит от стоимости экспортной продукции.
В странах Европейского союза выделяют также слаборазвитые, кризисные промышленные и сельскохозяйственные моногорода. К первому типу относят регионы, ВВП которых не превышает 75 % от среднего показателя по ЕС. Кризисными промышленными называют регионы, где наблюдался экономический спад и уровень безработицы последние три года выше среднего по ЕС. К третьей группе относят поселения с высокой занятостью населения в сельском хозяйстве, низким уровнем доходов и
социально-экономического развития.
Эксперты выделяют четыре основных подхода при изучении моногородов: типологический, исторический, территориальный и комплексный. Вместе они позволяют классифицировать поселение по социально-экономическим признакам, территориальной организации производства и географического положения; проследить его генезис и эволюцию; определить пути развития на основе специализации градообразующего предприятия; оценить степень инвестиционной привлекательности.
Основой для социально-экономического роста моногородов является заинтересованность руководства градообразующего предприятия
в обеспечении высоких стандартов жизни. Критериями качества служат индексы текущего состояния среды и потенциала благоустройства. Первый показатель отражает комфорт инфраструктуры и безопасность. Второй — демонстрирует экономический и финансовый потенциал муниципального образования, степень общественной ответственности и пространственные возможности реновации. Кроме того, при разработке индивидуальных проектов модернизации моногородов используют несколько классификаций. Факторами, определяющими экономическое состояние моногорода, являются:
- степень его изолированности (изолированные и близлежащие);
- численность населения (малые — до 50 тысяч человек, средние — до 100 тысяч человек, большие — до 400 тысяч);
- принадлежность градообразующего предприятия (государственные, корпоративные);
- причины появления (заложенные на месте исторических поселений, возле месторождений полезных ископаемых или транспортных артерий);
- глубина кризиса (кризисные, «тревожные», устойчивые);
- траектория развития моногородов («умирающие», «сжимающиеся», стабильно перспективные, имеющие потенциал нового стратегического развития).

## Моногорода России
Учёные выделяют четыре волны развития моногородов в России. Предпосылками каждой из них служили государственные задачи, определявшие предназначение поселения.

### Промышленное освоение Урала
В XI веке Новгородское и Московское княжества начали освоение природных ресурсов северо-восточных земель Заволочья. В качестве форпостов заложены Вологда, Тотьма, Устюг, Сольвычегодск и другие. Эти поселения стали базой для освоения Урала и обеспечивали товарообмен между севером и историческим центром страны. Главным фактором градообразования в этот период являлось расположение территории и транспортная доступность.

### Освоение новых территорий на рубеже XV—XVI веков
После завершения татаро-монгольского ига началась новая волна строительства моногородов. Они формировали оборонительную, пенитенциарную и социально-экономическую системы; помогали утвердить власть Московского княжества; развивали торговые отношения. На юго-востоке появились Самара, Царицын, Саратов, служившие опорными пунктами колонизации Поволжья. Начинается новый этап освоения севера страны и Сибири, заложены Холмогоры (Архангельск), Тюмень, Тобольск, Берёзов, Сургут, Енисейск, Братск, Красноярск, Иркутск, Якутск и другие.

### Развитие лёгкой и текстильной промышленности
Одновременно с Первой промышленной революцией и западной волной строительства моногородов Пётр I начал модернизацию промышленного комплекса страны. Активное распространение получили суконные, горнодобывающие и металлургические заводы. Наибольшее количество моногородов закладывали на Урале (например, Челябинск, Златоуст, Ирбит, Аша). Характерными чертами моноспециализированных районов в этот период стали их социально-экономическая зависимость от градообразующего предприятия и отсутствие лично-свободных наёмников.
Ко второй половине XVIII века развитие моногородов в основном связано с «ситцевым капитализмом», характеризовавшимся становлением российской лёгкой промышленности. Монопрофильные поселения развиваются под непосредственным контролем государства и получают стимул к экономическому росту. Градообразование сместилось в европейскую часть страны: Шуя, Орехово-Зуево, Дрезна, Павловский Посад, Гусь-Хрустальный, Первомайский, Гжель. Другой задачей моногородов являлось обеспечение функционирования железных дорог. Например, вдоль Транссибирской магистрали строили маленькие шахтёрские города и посёлки для снабжения локомотивов углём. Одновременно на Дальнем Востоке формировался военный потенциал страны: были заложены Усть-Зейский, Хабаровка, Владивосток.

### Индустриализация в СССР
После Октябрьской революции монопоселения получили широкое распространение по всей стране. Они стали основами новых экономической и пространственной структур государства, расширилась сеть пенитенциарных поселений. В этот период заложили Магнитогорск, Воркуту, Шатуру, Новокузнецк, Апатиты.
В 1950-х годах наблюдались тенденции рассредоточения производства из крупных городов и привлечения рабочей силы из сельской местности. Было заложено большое количество предприятий пищевой промышленности: Суджа, Щигры, Золотуха, Стародуб, Миллерово, Целина, Шумиха и Петухово. В последующее десятилетие стимул к развитию получили монопоселения химической и атомной промышленности, а также наукограды: Академгородок в Новосибирске, Дубна, Зеленоград, Черноголовка, Обнинск, Протвино, Троицк, Озёрск, Снежинск и другие. В этот период сформировался новый тип моногородов — закрытые и режимные поселения, обеспечивавшие оборонную промышленность. Например, Курчатов, Саров, Арзамас, Байконур, Полярный, Заречный и другие. С 1970-х годов государство реализовало новую концепцию размещения производств: для поддержки малых городов их превратили в филиалы крупных производств. Отличительной чертой таких территорий стала полная зависимость от головного предприятия и его экономического положения.
По мнению заместителя председателя правления Локо-банка Андрея Люшина, российские моногорода являются наследием плановой экономики СССР. В условиях рыночной экономики невозможно разделение производственного процесса между населёнными пунктами или областями. Всего к 2019-му в России насчитывалось 319 моногородов, где проживало примерно 10 % населения страны. По классификации Фонда развития моногородов выделяют территории со сложным социально-экономическим положением, находящиеся в зоне риска и стабильные. Первая группа насчитывает 94 моногорода, вторая — 154.
Полпред президента России в Сибирском федеральном округе Николай Рогожкин отмечал, что сложившееся в обществе восприятие моногородов как депрессивных территорий — ошибочно. Они могут стать площадкой для реформирования производств и центрами привлечения молодёжи. Например, монопоселения европейской части России, находящиеся близко к рынкам сбыта, положительно влияют на экономическую ситуацию в регионе. Чтобы отразить «интенсивность развития» таких муниципальных образований и избавиться от негативного подтекста, который вызывает в общественном сознании термин «моногород», бывший вице-премьер Игорь Шувалов предложил в январе 2020-го изменить термин.

## Моногорода на постсоветском пространстве

### Белоруссия
Исторически Беларусь обладала бо́льшей плотностью населения, чем традиционные для моногородов регионы СССР (Урал, Сибирь и Дальний Восток). Монопоселения создавали либо в пределах, либо рядом с крупными городами. Так как одним из критериев моногорода является его удалённость, эксперты называют разное количество монопрофильных поселений в стране. По одним данным, в 2017-м моногорода составляли 43 % всех городов, где проживало 19 % городского населения. Согласно государственной статистике, к этой категории относилось 40 городов и 41 посёлок, где проживало 6,5 % всего населения страны.
Моногорода Белоруссии характеризуются ограниченным развитием экономического потенциала, наличием убыточных или низкорентабельных крупных градообразующих предприятий, нерациональной планировочной структуры. Бо́льшая часть градообразующих предприятий находилась в собственности государства. Наиболее проблемными регионами являются Витебская, Минская и Могилевская области.

### Украина
В 2012 году статус моногорода на Украине носили 120 поселений, где проживало 2,5 миллиона человек. Зависимость уровня жизни от ситуации на градообразующем предприятии вызывала недовольство Федерации работодателей Украины, которые инициировали создание государственной программы комплексной поддержки моногородов.

### Казахстан
На территории Казахстана по состоянию на 2012 год было 28 моногородов (32 % от общего количества поселений). По действующей в стране классификации моногородами называют пункты с численностью населения от 10 до 200 тысяч человек, не менее 20 % которых работает на градообразующем предприятии. Самыми крупными монопрофильными центрами являются Темиртау, Рудный, Жанаозен, Экибастуз. Они специализируются на добыче угля, нефти и газа, обрабатывающей промышленности, производстве электроэнергии.

## Моногорода других стран
Создание посёлка или небольшого города при крупном предприятии — эффективная в среднесрочной перспективе форма организации производства, поэтому она пользовалась популярностью по всему миру в разные времена. Если в Советском союзе строительство моногородов было обусловлено плановой экономикой и строго регулировалось государством, то в западных странах оно было связано с органами местного управления, которые делали ставку только на одну из отраслевых сфер. В XIX—XX веках моногорода концентрировались по большей части в горно-металлургическом регионе Руре (Германия), центральных и южных Аппалачах (США), центральной Шотландии (Великобритания). Предприятия этих областей переживали экономический подъём, так как моноспециализация ускоряла формирование отраслей, ориентированных на национальный и международный рынок. В Центральной и Восточной Европе монопрофильные поселения чаще возникали рядом с историческими агломерациями. Но на протяжении XX века скорость их создания была значительно ниже, чем в СССР. Например, в Польше за период с 1950 по 1990 год заложено 24 поселения, в Венгрии — всего 11.
В середине XX века в Европе развивались центры тяжёлой промышленности, металлургии и энергетики. Моногорода с другой специализацией постепенно приходили в упадок. Например, в Польше экономическими центрами стали Люблин, Водзислав, Глогув, и Польковице, где добывали и перерабатывали минеральное сырьё. В Венгрии — специализирующиеся на металлургии Дунайварош и Озд. Во второй половине столетия приоритет развития получили более прогрессивные предприятия химической промышленности, появляются центры ядерной энергетики. Например, в 1983-м заложен венгерский Пакш.
Дальнейшее развитие технологий, информатизация и глобализация производства привели в конце XX — начале XXI века к кризисам в промышленных и ресурсодобывающих монорегионах мира. Программы государственной поддержки каждого города описались на индивидуальные особенности. Эксперты выделяют общие черты успешной модернизации старопромышленных территорий:
- необходимость заблаговременного федерального финансирования;
- воздействие на наиболее проблемную территорию региона;
- создание новых рабочих мест высокой квалификации для местных кадров, предотвращение обострения социального положения и снижения зарплат;
- развитие социальной инфраструктуры, наукоёмких отраслей промышленности, деловых услуг, рекреации;
- ориентация на внутренние ресурсы региона.

Одной из европейских стран с большим количеством моногородов исторически считалась Германия, где в течение XX века развивалась угледобывающая отрасль. К середине столетия градообразующие предприятия столкнулись с упадком производства, их продукция не выдержала конкуренции с импортной нефтью. Преодолеть кризис в Рурской области удалось благодаря нараставшему регулированию отрасли в целом. Правительство предоставило субсидии и дотации производителям и потребителям угля; определило необходимый для страны уровень добычи; спонсировало переквалификацию населения; объединило предприятия угольной промышленности в один концерн «Рурколе»; создало технологические центры и наукоёмкие производства, а также технологические музеи на основе бывших предприятий. В результате удалось обеспечить долгосрочный спрос на уголь у электростанций и металлургических заводов. Постепенно власти реструктуризировали экономику региона, сделав ставку на человеческий потенциал. После объединения ФРГ и ГДР в 1990-м градообразующие комбинаты в восточной части страны оказались неконкурентоспособными и разорились, что вызвало волну безработицы и миграции населения из региона. К 2016-му большинство городов страны имело диверсифицированную экономику. Моноспециализацией отличалось только 300—500 городов, сконцентрированных в западной части государства. Среди них: Вольфсбург (автоконцерн Volkswagen), Леверкузен (фармацевтической компании Bayer), Вальдорф (производителя программного обеспечения SAP), Эрланген (электротехнический конгломерат Siemens), Ингольштадт (автозавод Audi) и другие.
В Великобритании упадок моногородов начался в 1970-х годах после скачка цен на нефть и вывода части производства в страны с более дешёвой рабочей силой. Пострадали старопромышленные регионы, специализировавшиеся на металлургической, каменноугольной, текстильной, судостроительной промышленностях. С 1981 по 1997 год рабочие места потеряло около 200 тысяч человек. Правительство провело ряд мероприятий по реструктуризации и модернизации ключевых секторов, включая активную поддержку малого предпринимательства, создание транспортных развязок и социального жилья, модернизацию бывших промышленных территорий, поиск новых сфер занятости и инноваций, введение налоговых льгот. Власти изменили государственное регулирование малого бизнеса, ввели программы переподготовки специалистов, создали свободные экономические зоны, запустили крупные инвестиционные проекты.
Во Франции депрессия моноспециализированных регионов началась после Второй мировой войны. Она была вызвана энергетическим кризисом и насыщением рынков. В Арденне, Лотарингии и Эльзасе запустили программу «Территориальное переустройство», инициировавшую активное промышленное строительство за счёт гарантий возврата инвесторам до 25 % от вложенных средств. В результате к 1980-му малый и средний бизнес стал опорой экономики. Для поддержки крупного бизнеса также запустили программы господдержки, направленные на сотрудничество корпораций с региональными предпринимателями, создание рабочих мест и переподготовку специалистов, дотацию кризисных предприятий, развитие инновационных технологий.
Специфика моногородов Японии заключается в практике пожизненного найма сотрудников на работу. Градообразующие предприятия несут высокую социальную ответственность во время реструктуризации производства. При модернизации сталелитейной отрасли и тяжёлой промышленности в конце XX века приоритетной задачей являлось создание новых рабочих мест. Градообразующие предприятия тесно сотрудничали с городскими властями. С помощью льгот органы местного самоуправления привлекали инвесторов, диверсифицировали экономику и создавали технопарки.
Во второй половине XX века крупные ресурсодобывающие и промышленные центры США оказались в кризисном положении. Упадок угольной и машиностроительной отраслей был следствием Великой депрессии 1930-х годов, нефтяного кризиса 1973-го и переноса производств в страны с дешёвой рабочей силой. В разные годы экономический кризис пережили Питтсбург, Флинт, Детройт, Кливленд, Бирмингем. Решающую роль в преодолении проблем моногородов сыграли органы местного управления, которые учитывали локальные особенности, разрабатывая инвестиционные программы. Они запустили бизнес-инкубаторы, агентства экономического развития и поддержки предпринимателей; установили льготный тариф на электроэнергию; диверсифицировали экономику городов, перепрофилировав их в туристические и логистические центры; рекультивировали землю, развивали «зелёную инфраструктуру» и сельское хозяйство на основе его химизации и электрификации; создавали технологические музеи и другое. Параллельно с региональными программами разрабатывались системы комплексного государственного финансирования убыточных моноспециализированных территорий.
В Канаде моногорода создавали как экономические центры при освоении ресурсов северных территорий (такими провинциями были Квебек, Онтарио, Альберта и Манитоба). Эти территории были изначально признаны потенциальными банкротами и финансировались государством. По завершении разработки месторождений в 1990-х правительство совместно с коммерческими структурами провело централизованное расселение жителей отобранных городов. Администрации отдельных монопоселений подготовили собственные проекты реформирования экономики, реализованные при поддержке региональных властей.

## Проблемы и пути их решения
Большинство моногородов было создано для решения государственных задач и обеспечения федеральных заказов. В результате экономика поселений наиболее уязвима для воздействий макрофакторов, таких как мировые кризисы, конкуренция, мобильность населения, информатизация и технологизация производства. Эти характерные для постиндустриального общества процессы негативно влияют почти на все монопоселения, за исключением наукоградов, закрытых поселений и городов, которые относятся к предприятиям, внедряющим инновационные технологии. Например, до мирового кризиса 2008 года российские моногорода производили 30—40 % ВВП, к 2015-му доля их продукции в общем ВВП страны сократилась до 15—17 %.
К типичным проблемам моногородов относят: задолженность по заработной плате, снижение объёмов строительства и ввода в эксплуатацию жилья, неразвитость городской инфраструктуры, чрезмерную экологическую нагрузку, устаревание технологий и износ производственной базы. Сохранение и возобновление этих проблем обусловлено зависимостью социально-экономического развития города от градообразующего предприятия, однородным профессиональным составом населения и низкой социальной мобильностью жителей.
Мировой кризис 2008 года показал, что первоочередные антикризисные меры, осуществляемые градообразующими предприятиями, неэффективны и направлены только на уменьшение издержек. К ним относят: сокращение инвестиционных программ, расходов на персонал и социальные программы. Они приводят к ухудшению уровня жизни, росту безработицы и преступности, увеличению социальной напряжённости, ухудшению качества коммунальных услуг. Администрация города и руководители предприятий перекладывают друг на друга ответственность за содержание и ремонт социальных объектов.
Комплексные программы развития монопрофильных муниципальных образований должны быть нацелены на нивелирование зависимости экономики от градообразующего предприятия. Целевыми ориентирами для проблемных зон становятся сокращение уровня безработицы, рост доходов населения, обеспечение жителей качественными и доступными по цене товарами и услугами, увеличение налоговых поступлений в муниципальный бюджет и снижение его дотационности.
Существует несколько комплексных программ по улучшению положения моногородов, которые активно применяют в разных странах. Они разделяются на всеобщие и селективные (региональные) меры. По принципам воздействия исследователи выделяют мероприятия ориентированные на улучшение финансово-бюджетного или социально-экономического положений.

### Расселение городов («управляемое сжатие»)
Концепцию активно применяют для расселения моногородов США: правительство инвестирует в развитие конкретных территорий, чтобы создать потребность в рабочих местах. Власти формируют в депрессивных районах зоны предпринимательства, озеленяют антропогенные ландшафты. Население моногородов мигрирует в перспективные районы, стимулируя строительный бум.
По результатам исследования, проведённого в 2013-м промышленной группой «Базовый элемент», около 20 % градообразующих предприятий России находилось на грани закрытия. Для таких поселений была перспективна программа «управляемого сжатия», предполагавшая переселение около половины жителей и компактное расселение оставшихся с сохранением социальных гарантий. Программа предусматривала структурную перестройку экономики городов в дальнейшем, что сократило бюджетные расходы на 87—100 миллиардов рублей по сравнению с ликвидацией поселений.

### Диверсификация экономики
Программа направлена на стимулирование предприятий, формирующих городскую экономику: устройство дополнительных ниш производства; особых экономических зон и индустриальных парков; развитие туризма; снижение налогов; поддержку инициатив местного среднего бизнеса; создание культурных площадок, театральных и музыкальных фестивалей; строительство нового жилья и дорог для улучшения качества жизни. Меры направлены на повышение конкурентоспособности экономики, снижение социальной напряжённости, развитие малого и среднего предпринимательства, создание новых рабочих мест. В рамках программ правительства разных стран также реструктурируют долги предпринимателей, консервируют неиспользуемое имущество.

### Региональные программы переориентации моногородов
Обычно план переориентации моногорода разрабатывают органы местного самоуправления совместно с консалтинговыми компаниями. Одним из крупнейших подобных бюро является McKinsey, осуществившее более 150 проектов по всему миру. План работ традиционно предусматривает: выявление конкурентных преимуществ города и барьеров развития, разработку бизнес-идей и анализ их эффективности. Для успешного функционирования проект должен опираться на существующую инфраструктуру. Примерами могут служить моногорода Cardiff Bay и Toxteth, где удалось преодолеть упадок экономики за счёт создания туристических и инвестиционных зон.

### Инновационное развитие
К началу XXI века большинство моногородов находилось в сложных внешнеэкономических условиях и были вынуждены направлять все свои ресурсы на поддержание дееспособности. И развитие инноваций было невозможно без финансирования со стороны региональных властей. Они предоставляли льготное кредитование бизнесу, привлекают иностранных инвесторов и формируют областные заказы, совершенствуют нормативно-правовую базу. Для успеха кампаний необходимы сбалансированное сочетание долго- и краткосрочных подходов; получение обратной связи, высокий средний уровень образования населения, техническая оснащённость предприятий, информационное сопровождение и поддержка у населения. К факторам, снижающим эффективность программ, относят: отсутствие у хозяйствующих субъектов мотивации внедрять инновационные разработки, старение научных кадров, недостаточный приток молодёжи, низкую заработную плату.
Отдельные исследователи считают, что моногорода невосприимчивы к инновациям. Но большинство экспертов связывает это заблуждение с трудностями внедрения в производство новых технологий: массовыми увольнениями и необходимостью повышения квалификации работников. Кроме того, российские конкурсы инновационных проектов обычно носят закрытый характер, для участия в них допускают ограниченный круг предприятий.

### Реструктуризация
При реструктуризации градообразующее предприятие рассматривают в комплексе с моногородом. Наиболее богатый опыт реализации таких программ накоплен в странах Европейского союза. Стратегии городского развития, разрабатываемые европейскими правительствами, предусматривали: воздействие на рынок и создание новой инфраструктуры, модернизацию второстепенных отраслей промышленности; развитие системы высшего образования и перепрофилирование населения; создание технологических центров и наукоёмких производств; финансирование через структурные фонды ЕС. Для бизнес-инвесторов реструктуризация моногородов привлекательна при наличии развитой инфраструктуры, локального малого бизнеса, заинтересованности органов самоуправления и населения.

### Усиленное развитие экономической и социальной сферы
Программа подходит моногородам со стабильной экономикой, но кризисной ситуацией на градообразующем предприятии. Обычно потенциал развития таких поселений недоиспользован из-за недостатка инфраструктуры, плохой квалификации местной администрации, правового нигилизма и безразличия местного населения. Индивидуальный план реновации экономики опирается на повышение эффективности градообразующих предприятий, усиление конкурентоспособности продукции, привлечение сильных команд менеджмента, активное развитие малого и среднего предпринимательства, создание благоприятного инвестиционного климата.

### Переход на вахтовый метод
Изменение типа организации труда на градообразующем предприятии подходит для моногородов с наименее развитой социально-экономической сферой. Обычно такие поселения находятся в состоянии «демографической смерти», когда молодёжь уезжает на заработки, прекращается естественное воспроизводство рабочей силы. Органы местного самоуправления совместно с руководством градообразующего предприятия разрабатывают план постепенного перехода на вахтовый метод работы и программу расселения жителей.
Кроме государственного регулирования важную роль в процессе модернизации моногородов западных стран играли транснациональные корпорации, располагающие финансовыми возможностями для крупных инвестиций в экономику. Например, ТНК с высокой долей американского, японского и немецкого капитала способствовали созданию новой «Силиконовой долины» в Центральной Шотландии, а также стабилизации экономического положения южного Уэльса и Эльзаса. Помощь в решении городских проблем оказывают также территориальные ассоциации. Например, Союз малых городов России, Ассоциация малых и средних городов России, Ассоциация шахтёрских городов России и другие.